# Teatro nell'antica Roma

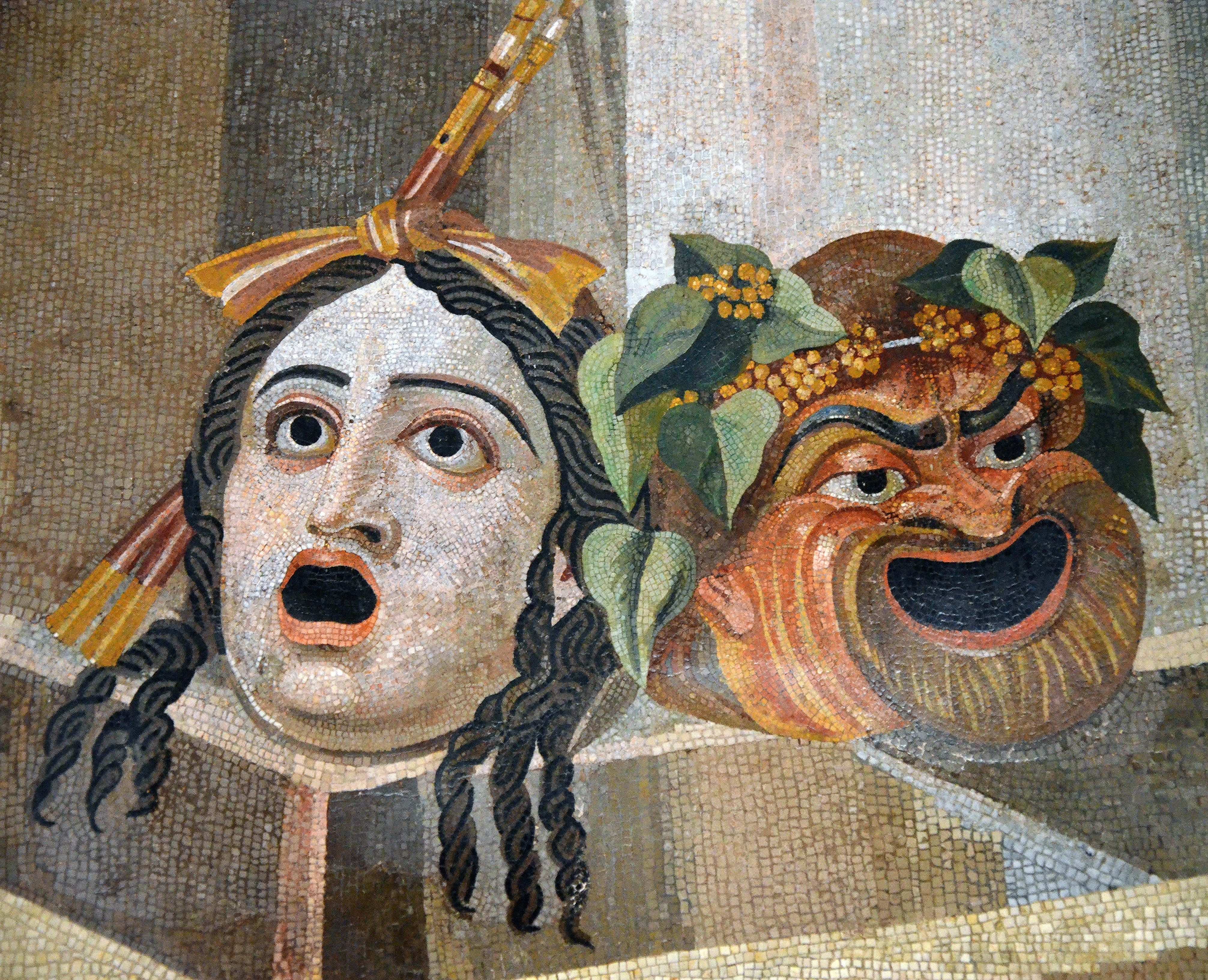
Mosaico romano del I secolo a.C. raffigurante le maschere tragica e comica (Roma, Musei Capitolini)

Il teatro latino è una delle più grandi espressioni della cultura della Roma antica. Fortemente caratterizzato nella direzione dell'intrattenimento, era spesso incluso nei giochi, accanto ai combattimenti dei gladiatori, ma soprattutto, sin dalle origini è collegato alle feste religiose.
La provenienza di molti testi è di origine greca, in forma di traduzioni letterali o rielaborazioni (vertere), mescolate ad alcuni elementi di tradizione etrusca.
Era anche d'uso la contaminatio, consistente nell'inserire in un testo principale scene di altre opere, adattandole al contesto. Non di rado i testi erano censurati, impedendo riferimenti diretti alla vita civile o politica, mentre era esaltato il gusto della gestualità e della mimica. Il teatro era rivolto alla popolazione intera, e l'ingresso era gratuito.

## Le origini
Il periodo delle origini della letteratura latina comprende convenzionalmente il periodo storico dalla fondazione di Roma, tradizionalmente fissata per il 21 aprile del 753 a.C., fino al termine della prima guerra punica, con cui Roma assume il dominio della penisola. Nel 240 a.C. Livio Andronico, liberto di stirpe greca, fa rappresentare la prima vera opera teatrale della latinità.

### Farse fliaciche e atellanae

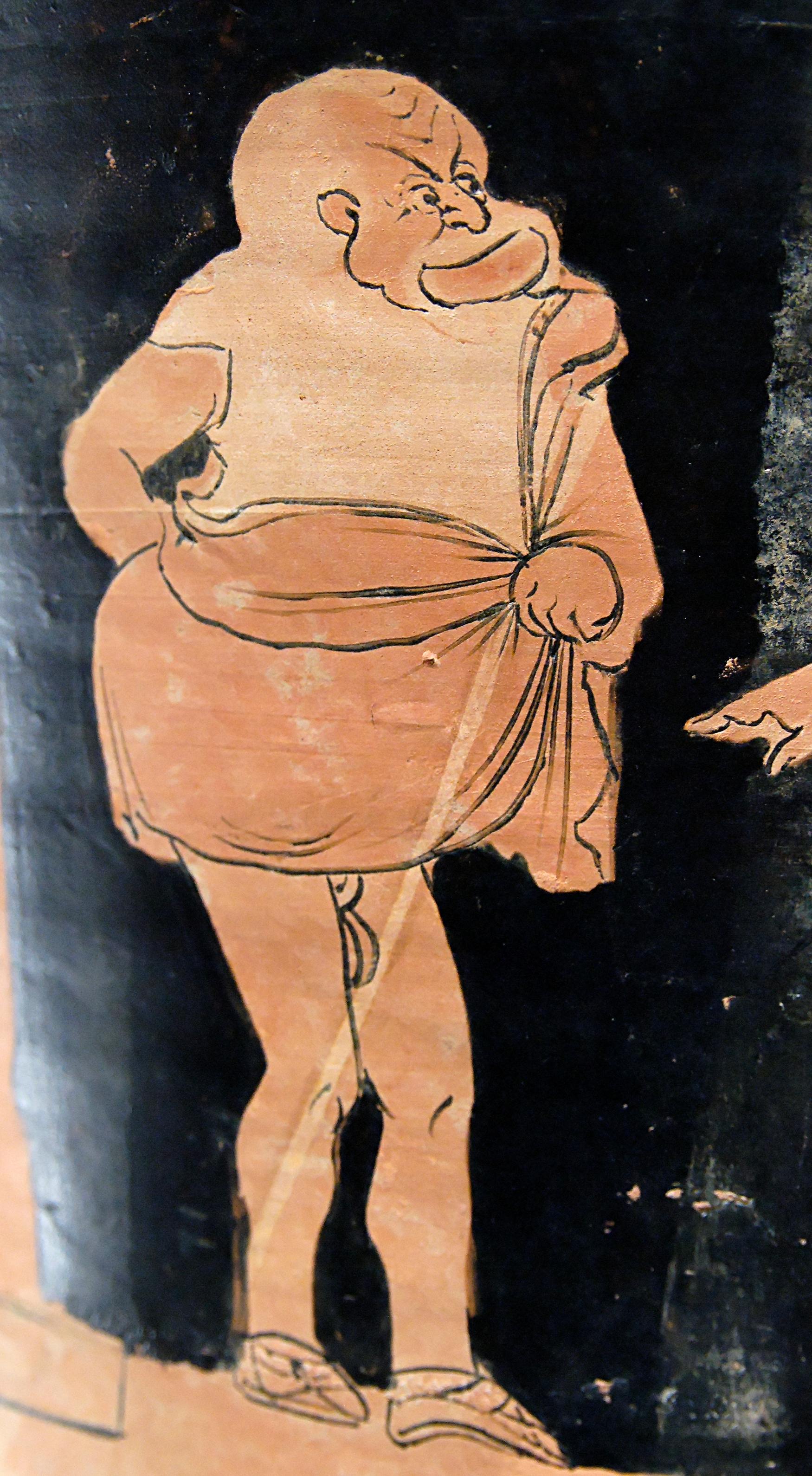
Attore di una farsa fliacica, pittura vascolare conservata al Louvre

Nel mondo greco-italico si assiste alla fioritura di spettacoli teatrali fin dal VI secolo a.C. nei quali prevale l'aspetto buffonesco. In Magna Grecia e Sicilia dalla fine del V al III secolo a.C. si diffonde la farsa fliacica, commedia popolare, in gran parte improvvisata in cui gli attori-mimi erano provvisti di costumi e maschere caricaturali. Fissata in forma letteraria da Rintone di Siracusa, tutto quello che ne è rimasto sono le raffigurazioni su vasi, ritrovate nei pressi di Taranto, il cui studio ha permesso solo una parziale ricostruzione del genere.
L'atellana, farsa popolaresca di origine osca, proveniente dalla città campana di Atella, fu importata a Roma nel 391 a.C.: prevedeva maschere ed era caratterizzata dall'improvvisazione degli attori su un canovaccio; quattro erano i personaggi fissi dell'atellana: Maccus, Pappus, Bucco e Dossennus.

### Le rappresentazioni nei primi ludi scenici
Fin dall'epoca di Romolo si celebravano giochi in onore del dio Conso (Consualia) e corse di cavalli (Equirria), celebrati due volte all'anno nel Campo Marzio. Tarquinio Prisco riorganizzò quelli che sarebbero stati i ludi romani o magni, facendoli diventare la festa più importante della città, che cadeva attorno alla metà di settembre.
Nel 364 a.C., durante i ludi romani fu introdotta per la prima volta nel programma della festa una forma di teatro originale, costituita da una successione di scenette farsesche, contrasti, parodie, canti e danze, chiamati fescennina licentia. Durante i fescennini si svolgevano canti travestimenti e danze buffonesche. Il genere, di derivazione etrusca, non ebbe mai una vera e propria evoluzione teatrale, ma contribuì alla nascita di una drammaturgia latina.
Tito Livio, in Ab Urbe condita libri, racconta come in quell'anno i romani, non riuscendo a debellare una pestilenza, decisero di inserire, per placare l'ira divina, anche ludi scenici, per i quali fecero venire appositamente dei ludiones (cioè artisti e danzatori), dall'Etruria. Queste manifestazioni, per lo più considerate come bassi divertimenti popolari, subirono la severità dei legislatori dell'epoca. Il carattere licenzioso e gli attacchi a personalità di spicco dell'epoca incorsero nello sfavore delle autorità, che misero dei limiti a queste rappresentazioni, con leggi austere a difesa dei costumi romani e persino la proibizione di posti a sedere nei teatri.
(Tito Livio, Ab Urbe condita, VII, 2)
I ludi scenici vennero organizzati dagli edili curuli nel 214/213 a.C. (Publio Sempronio Tuditano, Gneo Fulvio Centumalo Massimo e Marco Emilio Lepido) e si protrassero per quattro giorni.

## La nascita della drammaturgia latina
Lo spirito farsesco dei fescennini e delle rappresentazioni di musica e danza etrusche generò la prima forma drammaturgica latina di cui abbiamo notizia: la satira.
"Satura quidem tota nostra est" (Institutio oratoria, x.1.93), diceva con orgoglio Quintiliano nel I secolo: rispetto ad altri generi importati, la satira (letteralmente 'miscuglio') è totalmente romana.
Questo genere consisteva in una rappresentazione teatrale mista di danze, musica e recitazione.
Ennio la eleva in seguito a genere letterario; successivamente coltivò il genere anche Pacuvio. Con Lucilio la satira cambia destinazione, assumendo la caratteristica di critica della società o dei potenti dell'epoca, aprendo la strada a Varrone Reatino e Orazio, che svilupperanno il genere 'satirico' in una forma indipendente ed esclusivamente letteraria.

### L'affermazione della commedia

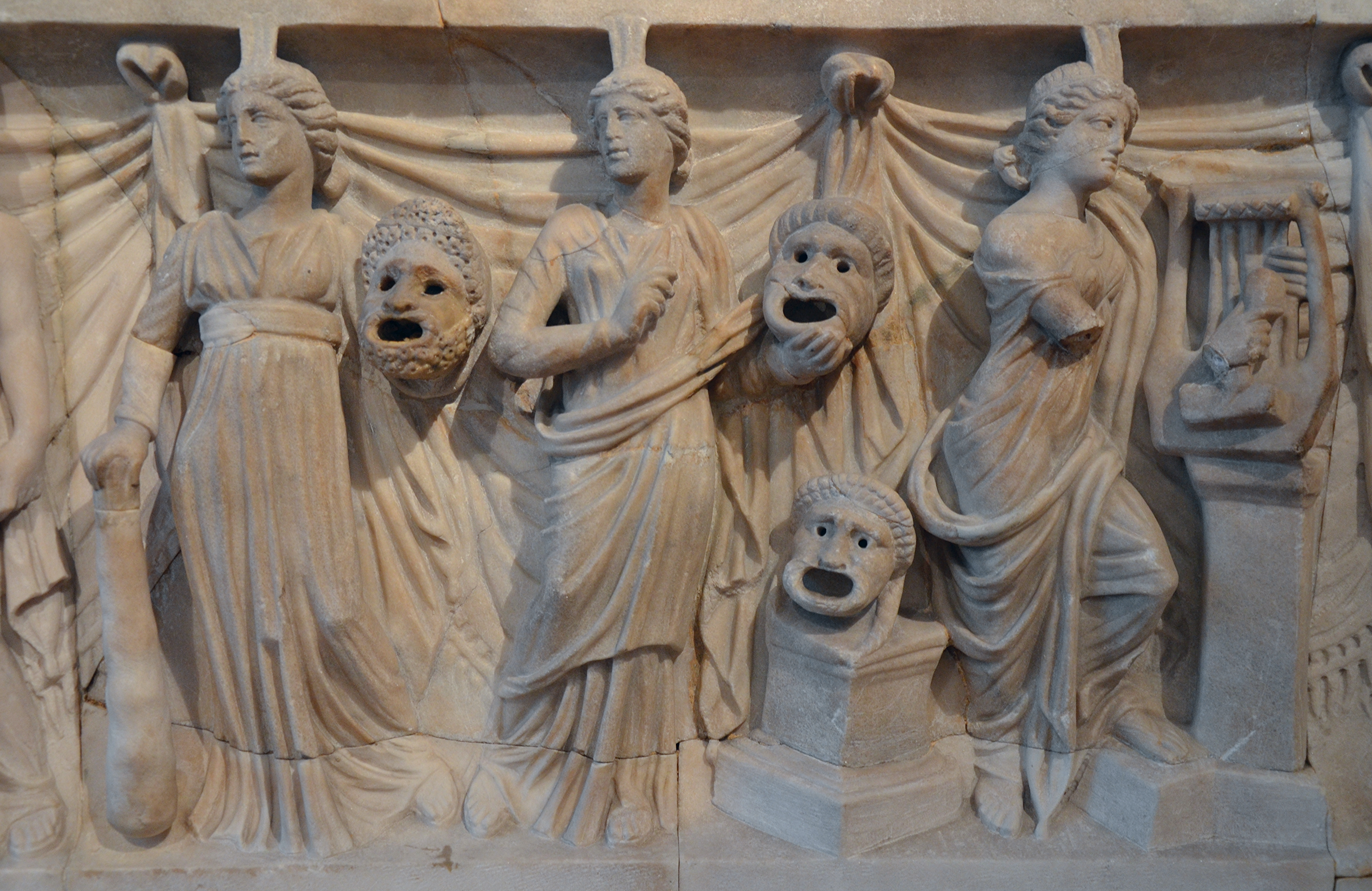
Dettagli di sarcofago romano con muse e maschere teatrali

Con Andronico e Gneo Nevio, il teatro latino comincia ad acquisire una fisionomia propria. Mentre Andronico rimane legato ai modelli della commedia nuova greca, Nevio propone drammi di soggetto romano, più originali nel linguaggio e ricchi di invenzioni nello stile, arrivando a inserire in una sua commedia una satira rivolta a personaggi contemporanei come Publio Cornelio Scipione, che gli valse il carcere: la satira personale fu in seguito espressamente proibita dalla legge.
La commedia, apparentemente, si rifugia nella imitazione delle commedie di Menandro. Tito Maccio Plauto adatta i temi e i personaggi greci al pubblico romano, nascondendo però dietro ad una Grecia spesso improbabile tematiche riconoscibili del mondo romano a lui contemporaneo. A Plauto fin dai tempi antichi vengono attribuite centotrenta commedie, di cui ventuno sono giunte fino a noi, che riscossero enorme successo, contribuendo a far evolvere il rapporto della società romana con il teatro, sfidando il rigore censorio dei 'costumi' antichi. Plauto si ispira ai modelli greci per creare nuove soluzioni, come invenzioni linguistiche, intrecci, battute, musiche e danze, che finivano per realizzare quasi dei musical, che purtroppo, oggi, a causa dell'incompletezza del materiale plautino tramandatoci, non si possono apprezzare pienamente.
La nascita di una letteratura drammatica autonoma viene confermata da Ennio, che sulla scia del successo plautino scrive satire, ma anche tragedie, e Pacuvio. Delle loro opere restano pochi frammenti, e i giudizi di Orazio, Cicerone e Varrone che non lesinarono elogi per il doctus Pacuvio, definito come il maggior tragico latino.
Si comincia a delineare la necessità di un teatro più raffinato e letterario, che unisca le esigenze del pubblico con quelle dei ceti più colti. In questo quadro, dopo i tentativi di Cecilio Stazio, che pare ebbero poco successo, si inserisce l'ancora adolescente Publio Terenzio Afro.
Liberto cartaginese, Terenzio scrive commedie delicate, quasi sprovviste di ciò che venne in seguito chiamata la vis comica.
Accanto alle commedie d'ambientazione greca, cominciano ad affermarsi le commedie di argomento romano.
La commedia romana ha grande somiglianza con il genere greco, con alcune innovazioni: l'eliminazione del coro (ripristinato in epoche successive nelle diverse trascrizioni) e l'introduzione dell'elemento musicale. La commedia 'greca' era chiamata fabula palliata (così chiamata dal pallium, mantello di foggia ellenica indossato dagli attori), mentre la commedia ambientata nell'attualità romana era detta fabula togata (dalla "toga", mantello romano) oppure tabernaria.
Dapprima, timidamente, il luogo dell'azione viene posto in piccole città italiche, trattando questioni riguardanti il popolo, le relazioni familiari, i problemi quotidiani. Titinio, Atta e Afranio (quest'ultimo lodato da Cicerone per la finezza) diedero vita a una drammaturgia rispettosa degli usi romani, attenta persino nei dettagli a non offendere i costumi e le regole sociali: un esempio è la completa sottomissione dei personaggi degli schiavi. Rispetto alle commedie modellate sull'esempio greco, qui le donne hanno parte attiva, e i personaggi femminili sono tratteggiati nella loro psicologia.

### La tragedia nella rielaborazione latina

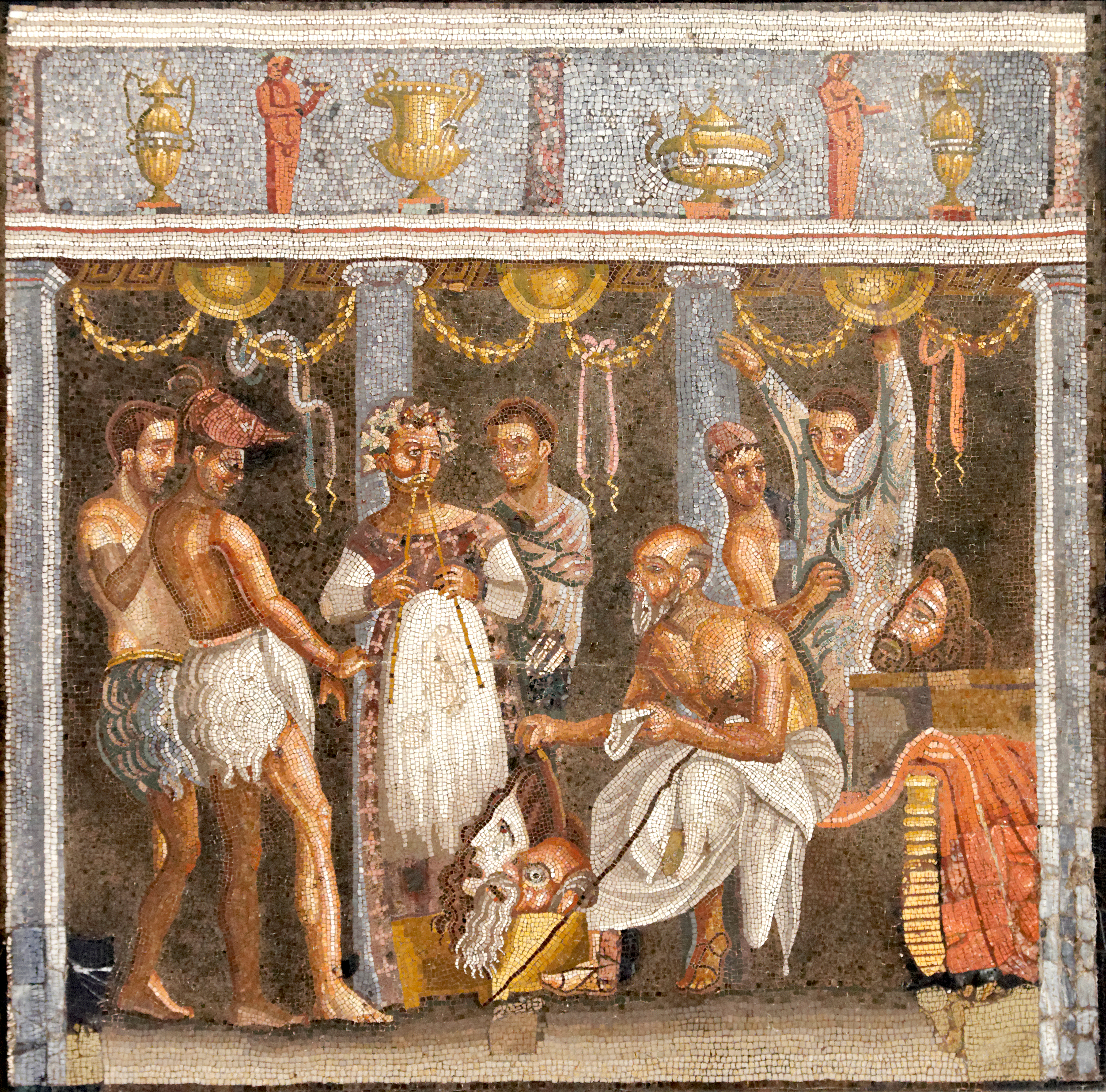
Attori prima dell'entrata in scena, da Pompei, MANN

Negli ultimi decenni della repubblica, si assiste a una grande crescita di interesse verso il teatro, che ormai non coinvolge più solo gli strati popolari, ma anche le classi medie e alte, e l'élite intellettuale. Cicerone, appassionato frequentatore di teatri, ci documenta il sorgere di nuove e più fastose strutture, e l'evolvere del pubblico romano verso un più acuto senso critico, al punto di fischiare quegli attori che, nel recitare in versi, avessero sbagliato la metrica. Accanto alle commedie, lo spettatore latino comincia ad appassionarsi anche alle tragedie.
Il genere tragico fu anch'esso ripreso dai modelli greci. Era detta fabula cothurnata (da cothurni, le calzature con alte zeppe degli attori greci) oppure palliata (da pallium, come per la commedia) se di ambientazione greca.
Quando la tragedia trattava dei temi della Roma dell'epoca, con allusioni alle vicende politiche correnti, era detta praetexta (dalla toga praetexta, orlata di porpora, in uso per i magistrati).
Quinto Ennio, Marco Pacuvio e Lucio Accio furono autori di tragedie, non pervenuteci. L'unica praetexta ("Octavia") giunta fino ai nostri giorni è un'opera falsamente attribuita a Lucio Anneo Seneca, composta poco dopo la morte dell'imperatore Nerone.
Il massimo dei tragici latini si ritiene sia stato Accio, il quale, oltre a scrivere una quarantina di tragedie d'argomento greco, si avventurò nella composizione di due praetextae: Bruto e Decius, tratteggiando i caratteri di due eroi repubblicani romani.
Seneca si distinse per lo spostamento del nodo tragico, dalla tradizionale contrapposizione tra l'umanità e le norme divine, alla passione autenticamente sgorgata dal cuore umano.

## Il teatro al confronto con le masse
All'allargarsi della popolazione di Roma, e con l'espandersi dell'Impero, la massa del popolo di Roma diventa sempre più eterogenea, e le esigenze dello spettacolo romano cambiano. Commedia e tragedia decadono di importanza, e la preferenza viene accordata a composizioni più accessibili e vicine al gusto di tutti. Ritornano in voga l'atellana, le farse, le oscenità e persino la satira politica.

### Il teatro di intrattenimento
Unitamente alla crisi dei generi comici e tragici, i generi che maggiormente si imposero all'attenzione del pubblico furono la danza e il mimo. Quest'ultimo consisteva nell'imitazione teatrale della vita quotidiana e dei suoi aspetti più grotteschi accompagnata da musica.
Il verismo del mimo si avverte nelle sue convenzioni sceniche, che lo oppongono alla commedia: attori senza maschera, presenza di attrici sul palco e assenza di calzature per permettere la danza.
Nato in epoche remote e arrivato a Roma dalla Magna Grecia, il mimo ebbe il suo apice di popolarità negli ultimi anni della repubblica e soprattutto in età imperiale. La crescente voga di questi spettacoli nell'età di Cesare si ricollega al diffondersi di un gusto veristico che rese le tradizionali rappresentazioni di Plauto ed Ennio obsolete e arcaizzanti. In un periodo di "letterarizzazione" della letteratura romana, il mimo e le atellane sono le prime forme d'arte di ascendenza italica ad essere poste per iscritto: non è casuale che generi considerati "inferiori" guadagnassero terreno quando i generi "alti" ne persero.
Autori di mimi furono Decimo Laberio e Publilio Siro. Di questi testi ci rimangono pochi frammenti. Inizialmente era supportato da una drammaturgia, il mimo si arricchì di musica, canto, gestualità, fino a diventare uno spettacolo in cui la parola non era quasi necessaria: per il mimo vennero richiesti dei libretti, come nell'odierna operetta. La pantomima divenne un genere di grande successo, tanto che alcuni imperatori (come Caligola e Nerone) si cimentarono nell'arte del mimo e del canto.

### La decadenza
Le commedie e le tragedie del passato, se pur rappresentate, si trasformarono in occasioni sceniche grandiose, eseguite in teatri di enorme dimensione, ricche di effetti scenografici e macchine teatrali: incendi veri in scena, belve e ogni sorta di animali, coreografie composte da centinaia di persone, scene dipinte, schermi mobili, e, infine, la grande invenzione del teatro romano, il sipario.
In un tale contesto, è sicuramente controcorrente la scelta di un drammaturgo come Lucio Anneo Seneca di rinunciare alla rappresentazione, a affidarsi unicamente alla parola scritta.
Le sue tragedie, adatte alla lettura in una piccola cerchia di ascoltatori, hanno un carattere oratorio, dove primeggiano i monologhi e le lunghe dissertazioni.
Per quanto riguarda il declino della produzione tragica romana (che ebbe una fioritura relativamente breve), si può affermare che esso sia stato causato dall'assenza di autori di successo che realizzassero testi nuovi e originali,si cercò inoltre di mantenere in vita il genere tragico puntando sulla bravura degli attori e sulla spettacolarità degli allestimenti, ma ciò non bastò a vincere la concorrenza di altre forme di spettacolo molto più gradite alle masse popolari, come le gare ippiche o i combattimenti gladiatori. Anche la commedia si esaurì rapidamente dopo Terenzio, forse perché si trattava di un genere d'importazione, legato a modelli greci ormai ampiamente sfruttati da commediografi romani.

## Tecniche e modi delle rappresentazioni

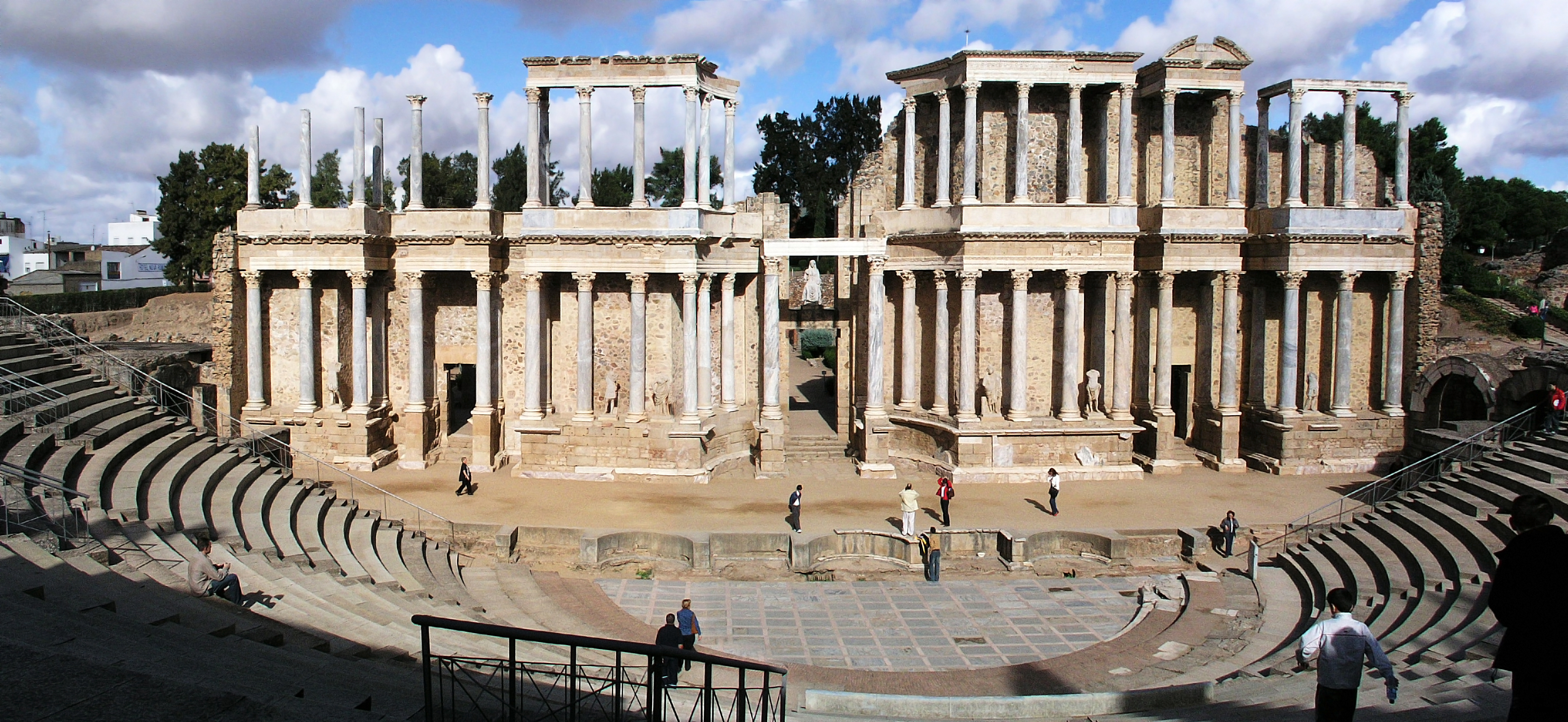
Il teatro romano di Mérida, costruito tra il 16 e il 15 a.C. grazie agli auspici del console Marco Vipsanio Agrippa.

### Attori e compagnie
Una compagnia di attori di drammi "regolari", detta in latino grex, era formata da schiavi o liberti, mentre le "Atellanae" erano recitate da uomini liberi; a loro volta gli attori si dividevano in due categorie principali: gli histriones e i mimi.
L'attore a Roma poteva definirsi un interprete completo, in quanto era addestrato alla recitazione, al ballo e al canto, e perciò è maggiormente equiparabile ad un attore di musical piuttosto che ad uno di prosa moderno.
Gli attori non godevano di buona reputazione. Cicerone difese nella sua orazione Pro Q. Roscio Comoedo l'attore più famoso dell'antica Roma, nel tentativo di riabilitare tale professione, visto alcuni di loro riuscirono a guadagnare anche cifre enormi, ad entrare nelle grazie dei potenti e ad essere idolatrati dal pubblico. Generalmente, comunque, chi saliva sul palcoscenico veniva equiparato al prostituto e perciò bollato d'infamia (e di conseguenza impossibilitato a testimoniare in tribunale). Inoltre viene tramandato come gli attori venissero ciclicamente espulsi dall'Urbe (successe, ad esempio, nel 115 a.C.)
Livio Andronico fu anche attore nei suoi drammi. Di Tito Maccio Plauto non lo sappiamo con certezza, ma sembra sia stato in gioventù attore di atellane.
Sono definite infine catervae le compagnie teatrali dirette da un capocomico (dominus gregis), un conductor (una sorta di direttore di scena) e il choragus, un attrezzista tuttofare che preparava i costumi e gli altri elementi necessari alla messinscena.

### Costumi
Per le rappresentazioni di ambientazione greca gli histriones vestivano abiti ateniesi (il pallio, i cothurni o i socci, calzature più adatte alle commedie). Per quelle di ambientazione romana, gli attori indossavano la toga classica romana, praetexta (orlata di porpora) per le tragedie. I costumi di alcuni personaggi erano sempre uguali e riconoscibili dal pubblico: il soldato portava la spada e la clamide, il messaggero il tabarro e il cappello, il villano la pelliccia, il parassita il mantello, il popolano il farsetto.
I ruoli femminili (con l'eccezione del mimo) erano sostenuti da attori maschi.
Anche nel mimo latino l'abbigliamento era tipico e riconoscibile: il mimus albus, progenitore del moderno mimo bianco, aveva vestiti candidi, il mimus centuculus (quasi un Arlecchino) aveva costumi di vari colori.

### Maschere

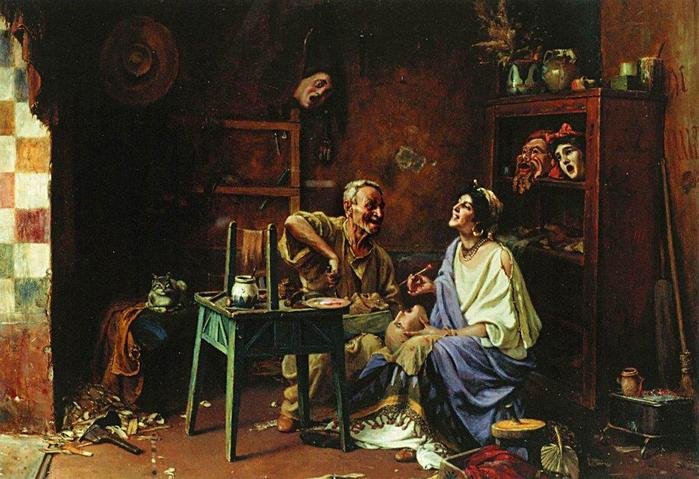
Un artigiano di maschere teatrali ed un'attrice, in una rappresentazione di Pavel Svedomsky.

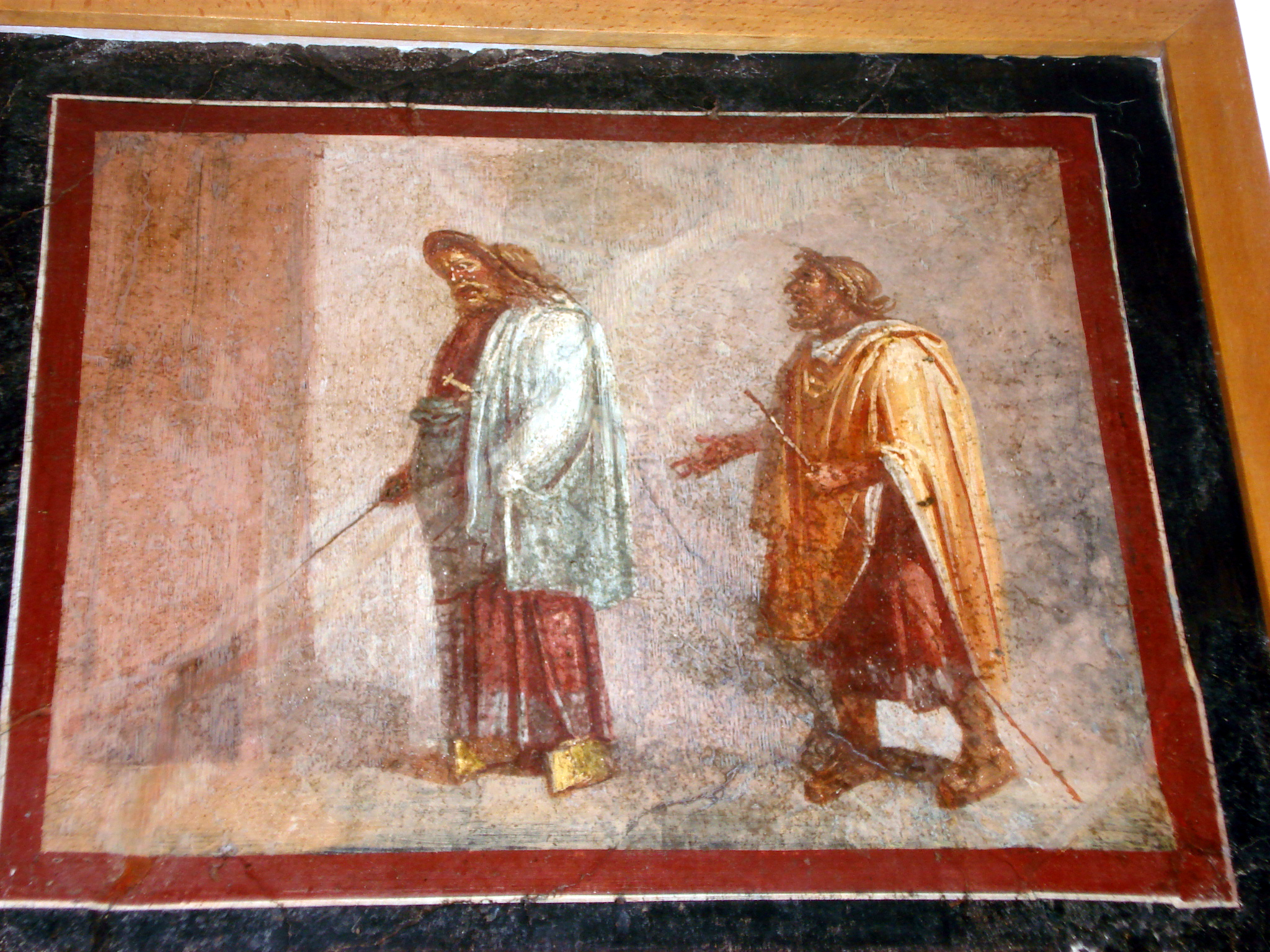
Affresco di epoca romana raffigurante due attori calzanti maschere, conservato al Museo archeologico regionale di Palermo

Le maschere romane erano di legno o di tela, simili a quelle in uso nell'antica Grecia: ricoprivano l'intera testa, ed erano fornite di capelli posticci, conformi alla maschera di appartenenza. I tratti somatici dei personaggi erano caratterizzati fortemente, facilitando l'interpretazione di personaggi diversi da parte dello stesso attore. Inoltre, la conformazione era tale che esse fungevano da megafono, ampliando la voce dell'attore nei grandi teatri dell'antichità. L'espressione "ut per-sonaret", che ne definiva la funzione, avrebbe poi dato origine al termine "persona" con cui si designavano, da cui deriva personaggio.
Secondo studi più recenti, però, questa sarebbe una credenza errata, basata su una falsa etimologia del termine latino per la maschera (persona), che non dovrebbe inteso come derivato della preposizione per e dal verbo sonare bensì dal termine che in greco antico indica il viso (προσῶπον / prosôpon) per il tramite dell'etrusco phersu. A sostegno di questa tesi si porta la quantità lunga della vocale "o" di persona, non corrispondente a quella del radicale del verbo sonare ma invece riconducibile alla omega del termine greco.
L'uso della maschera, d'obbligo nella tragedia, non era altrettanto consueto nella commedia, in cui fu introdotta solo nel 130 a.C. dal capocomico Minucio Protimo, e in seguito dal famoso attore Quinto Roscio. L'Onomastikon di Giulio Polluce riporta la descrizione di quarantaquattro maschere utilizzate per la rappresentazione di commedie: undici per il ruolo di giovane, nove per quello da vecchio, sette per gli schiavi ed altrettante per le cortigiane, cinque per donne giovani, tre per le donne anziane e due per le fantesche.
Nel teatro dei mimi, la maschera non era necessaria, e anche dagli altri generi progressivamente scomparve.

### Teatro e musica
La musica come elemento integrante dello spettacolo teatrale è una delle novità più consistenti del teatro romano. Ad un flautista (tibicen) era affidato il compito di accompagnare i dialoghi (diverbia) e i canti veri e propri (cantica). L'accompagnamento musicale, nelle parti recitate in senari giambici, veniva eseguito con la tibia, uno strumento musicale a fiato in osso, ad ancia semplice o doppia. La lunghezza e la modalità di esecuzione producevano un suono più grave o più acuto, adatto alle parti rispettivamente più serie o di contro più allegre di una rappresentazione.
L'introduzione musicale produsse la convenzione per la quale il pubblico, prima dell'entrata del personaggio, poteva già intuire lo svolgersi degli avvenimenti. Spesso il musico restava in scena per tutto il tempo della rappresentazione, muovendosi insieme ai personaggi. Della musica latina non ci è rimasto nessun documento che possa essere utile a ricostruirne i brani.

### Prologo e coro
In Plauto il prologo ha per lo più la funzione di esporre una interpretazione degli eventi, mentre in Terenzio diventa il modo di esporre, spesso polemicamente, le ragioni dell'autore.
Il coro tragico conservò la forma originaria del modello greco.
Nella commedia il coro venne abolito e sostituito da parti cantate degli stessi attori, con l'eccezione di Terenzio, che preferì di gran lunga il testo parlato.
Il cantante, che avanzava sul proscenio, in qualche caso usufruiva di un vero e proprio doppiaggio, ad opera di un cantore nascosto al pubblico. È noto il caso di Livio Andronico che ricorse a questo stratagemma in seguito ad una mancanza di voce, dopo diversi 'bis' reclamati dal pubblico.

### Edificio scenico

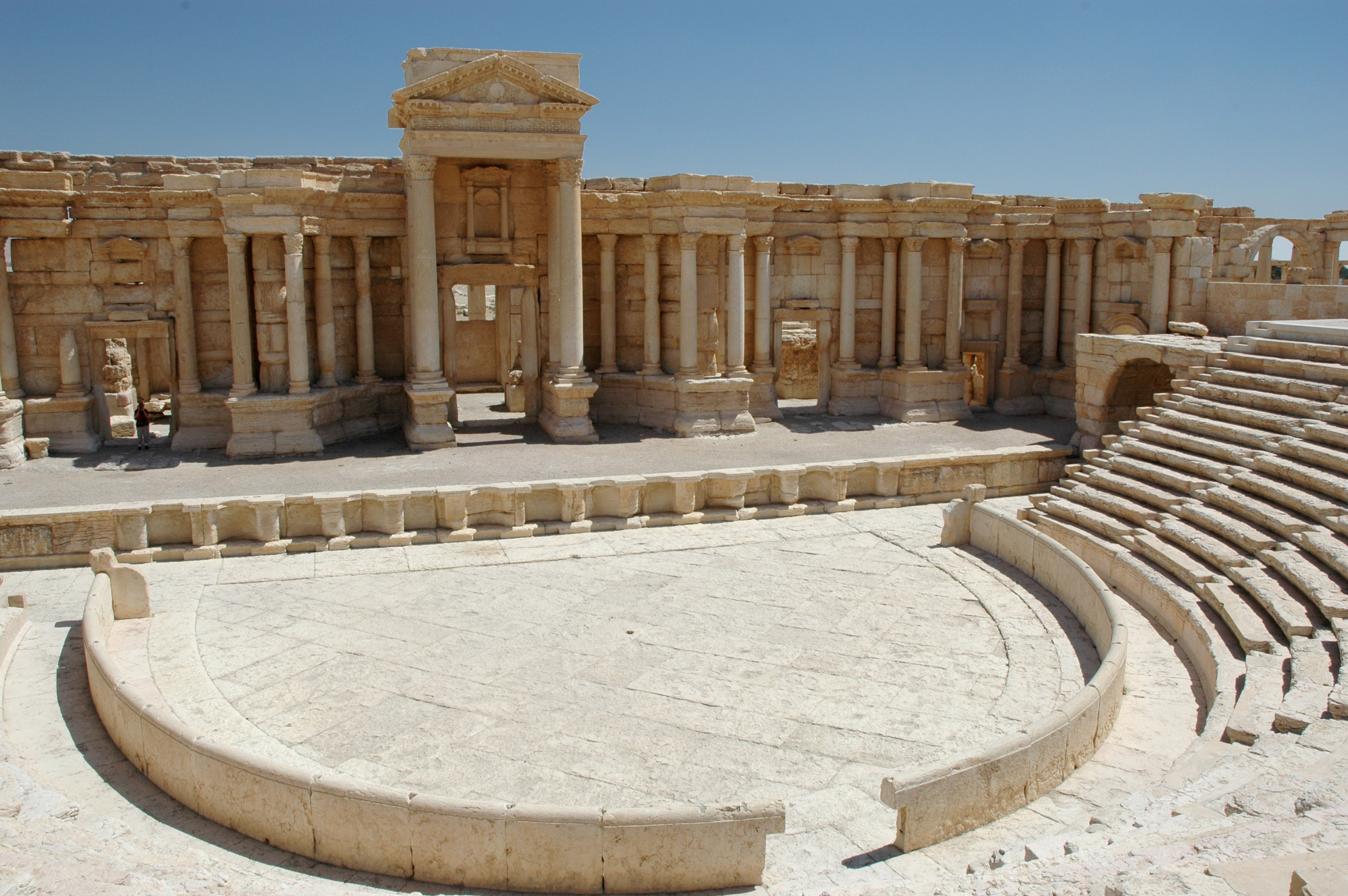
Teatro romano a Palmira. È possibile notare la distinzione tra cavea e palcoscenico e le varie parti che formavano qualsiasi teatro romano.

I Romani cominciarono a costruire edifici teatrali in muratura soltanto dopo l'88 a.C..
Nel periodo precedente i luoghi degli eventi teatrali erano costruzioni di legno provvisorie spesso erette all'interno del circo o di fronte ai templi di Apollo e della Magna Mater.
Il teatro romano dell'età imperiale, invece, è un edificio costruito in piano e non su un declivio naturale come quello greco, e ha una forma chiusa, che rendeva possibile la copertura con un velarium, ed è l'esempio di teatro che più si avvicina all'edificio teatrale moderno.
La cavea, la platea semicircolare costituita da gradinate, fronteggiava il palcoscenico (pulpitum), che per la prima volta assume una profondità cospicua, rendendo possibile l'utilizzo di un sipario e una netta separazione dalla platea.

### Scenografia
Vitruvio testimonia come all'inizio le scenografie del teatro romano non fossero molto elaborate, e che gli attori, proprio come nell'antica Grecia, affidassero alla loro arte il compito dell'evocazione dei luoghi e delle circostanze. In seguito negli anfiteatri si cominciò a costruire vere e proprie macchine teatrali, adibite agli effetti speciali.
Elementi scenografici sempre presenti erano:
- il proscenium, la porzione di palcoscenico in legno più vicina al pubblico, raffigurante in genere una via o una piazza, corrispondente all'attuale proscenio.
- la scenae frons, un fondale dipinto.
- i periaktoi, di derivazione greca, prismi triangolari rotabili con i lati dipinti con una scena tragica su un lato, comica su un altro e satiresca sul terzo.
- l'auleum, un telo simile al nostro attuale sipario (sconosciuto ai greci) che permetteva veloci cambi di scena o veniva calato alla fine dello spettacolo. In alcuni teatri invece di cadere dall'alto veniva sollevato.

### Pubblico
Gli spettatori a cui il teatro romano si rivolgeva era il complesso della plebe dell'Urbe. Alle rappresentazioni e ai giochi potevano accedere tutti. La rappresentazione si svolgeva in una cornice di esibizioni varie, dai giocolieri alle danzatrici, con cui il teatro doveva competere per vivacità e colpi di scena. Svetonio racconta che Augusto, permise ai cavalieri di poter sedere nelle prime 14 file di gradini:
(Svetonio, Augustus, 40.)

## Occasioni di rappresentazione
A Roma le rappresentazioni teatrali si svolgevano durante i giochi e le feste, in occasione di cerimonie religiose, trionfi militari, funerali di personalità pubbliche.
L'istituzione di pubblici spettacoli organizzati dallo Stato romano ebbe grande importanza. Il carattere statale e ufficiale dell'organizzazione fece sì che i committenti delle opere teatrali fossero le autorità.
A differenza del teatro greco, la connotazione civile o rituale lascia il posto al carattere di intrattenimento. Per il pubblico romano la partecipazione è motivata dal divertimento più che dalla tensione religiosa o politica. Ciò nonostante, i "Ludi", periodi in cui avvenivano gli spettacoli, erano dedicati alle principali divinità, e da esse prendevano il nome. Accanto agli eventi teatrali convivevano le corse dei carri, i combattimenti dei gladiatori, venationes e naumachie, celebrazioni, spettacoli di acrobazia e danze.
L'organizzazione degli spettacoli teatrali era specifico compito degli "aedilis" o in qualche caso del "praetor urbanus", i quali spesso li producevano con denaro proprio, facendone elemento di propaganda politica. Questo condizionava i contenuti stessi delle opere, esercitando un limite alla libera espressione degli autori, che in qualche caso incorrevano nella censura.
- i ludi Romani si celebravano in settembre, in onore di Giove Ottimo Massimo, nel Circo Massimo; alla loro organizzazione erano preposti gli edili curuli;
- i ludi plebei, istituiti nel 220 a.C., che avevano luogo in novembre nel Circo Flaminio, pure in onore di Giove; a partire dal 200 a.C., vi furono introdotte le rappresentazioni drammatiche, inaugurate con lo Stichus di Plauto; alla loro organizzazione erano preposti gli edili plebei;
- i ludi Apollinares, istituiti nel 212 a.C.; si svolgevano in luglio, presso il tempio di Apollo (per commemorarne un oracolo); alla loro organizzazione era preposto il pretore urbano;
- i ludi Megalenses, in onore della Magna Mater; istituiti nel 204 a.C. (aprile), furono arricchiti di ludi scaenici a partire dal 194 a.C.; alla loro organizzazione erano preposti gli edili curuli;
- i ludi Florales, in onore di Flora: in essi predominavano gli spettacoli di mimi (dal 28 aprile al 3 maggio);
- i ludi Ceriales, in onore di Cerere; istituiti nel 551 a.C., si svolgevano dal 12 al 19 aprile: organizzati dagli edili plebei, prevedano rappresentazioni teatrali per tutta la loro durata tranne che per l'ultimo giorno, in cui si svolgevano ludi circenses o giochi di animali.